# یواس‌اس ال‌اس‌تی-۵۰
یواس‌اس ال‌اس‌تی-۵۰ (به انگلیسی: USS LST-50) یک کشتی بود که طول آن ۳۲۸ فوت (۱۰۰ متر) بود. این کشتی در سال ۱۹۴۳ ساخته شد.